# باشگاه فوتبال فیشر
باشگاه فوتبال فیشر (به انگلیسی: Fisher Football Club) یک باشگاه فوتبال در شهر برموندزی، کشور انگلستان است که در سال ۲۰۰۹ میلادی تأسیس شده‌است.